# Česko na Letních olympijských hrách 2016

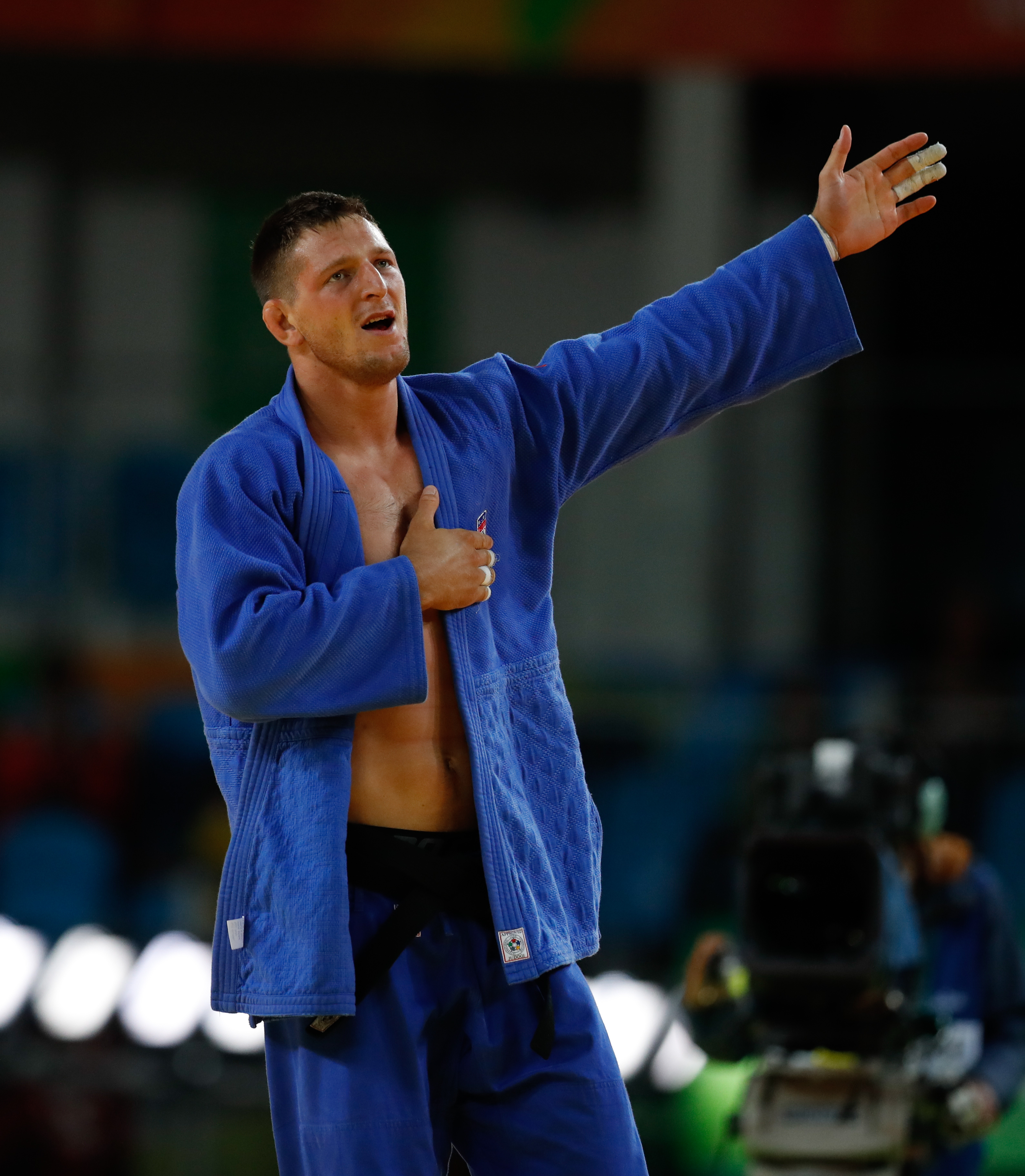
Judista Lukáš Krpálek po zisku olympijského zlata v polotěžké váze

Česko na Letních olympijských hrách v roce 2016 v Rio de Janeiru reprezentovali sportovci, kteří splnili kvalifikační kritéria, nebo získali pozvání od Mezinárodního olympijského výboru či příslušných sportovních federací. V Riu se představilo 105 českých sportovců v 28 sportech. Počet sportovců je nejnižší v historii, Česko po 20 letech nesoutěžilo v žádném kolektivním sportu.
Vlajkonošem při zahajovacím ceremoniálu si čeští sportovci zvolili judistu Lukáše Krpálka. Při ukončovacím ceremoniálu byl vlajkonošem Josef Dostál.

## Medailisté
Čeští olympionici v Riu získali celkem 10 medailí. Je to nejhorší absolutní výsledek v pořadí národů od her v roce 1932. Pokud se ovšem zohlední počet států, které získaly alespoň jednu medaili, je to 2. nejhorší výsledek po olympiádě v Athénách.
| Medaile | Jméno sportovce                                   | Sport                     | Disciplína         | Datum dosažení |
| ------- | ------------------------------------------------- | ------------------------- | ------------------ | -------------- |
| Zlato   | Lukáš Krpálek                                     | Judo                      | Muži do 100 kg     | 11. srpna      |
| Stříbro | Josef Dostál                                      | Kanoistika (rychlostní)   | Muži K1 1000m      | 16. srpna      |
| Stříbro | Jaroslav Kulhavý                                  | Cyklistika (horská kola)  | Muži cross-country | 21. srpna      |
| Bronz   | Jiří Prskavec                                     | Kanoistika (vodní slalom) | Muži K1            | 10. srpna      |
| Bronz   | Ondřej Synek                                      | Veslování                 | Muži skif          | 13. srpna      |
| Bronz   | Petra Kvitová                                     | Tenis                     | Ženy dvouhra       | 13. srpna      |
| Bronz   | Lucie Šafářová Barbora Strýcová                   | Tenis                     | Ženy čtyřhra       | 13. srpna      |
| Bronz   | Lucie Hradecká Radek Štěpánek                     | Tenis                     | Smíšená čtyřhra    | 14. srpna      |
| Bronz   | Barbora Špotáková                                 | Atletika                  | Ženy hod oštěpem   | 19. srpna      |
| Bronz   | Jan Štěrba Josef Dostál Daniel Havel Lukáš Trefil | Kanoistika (rychlostní)   | Muži K4 1000m      | 20. srpna      |

## Seznam všech zúčastněných sportovců
V nominaci bylo původně 104 sportovců. Během července 2016 dostali dodatečné pozvánky zápasnice Hanzlíčková, atlet Melich a jachtař Lavický, potvrzení nominace získal badmintonista Koukal. Z tenisové nominace se odhlásili Tomáš Berdych a Karolína Plíšková kvůli obavám z nákazy virem Zika (jejich účastnická místa propadla a o přeobsazení rozhodovala Mezinárodní tenisová fedrerace (ITF) podle světových žebříčků). Ze soutěže se odhlásil kvůli zdravotním problémům i Jiří Veselý. Celkový počet je 105.
| Číslo | Jméno                        | Pohlaví | Věk    | Sport                              | Na olympic.cz |
| ----- | ---------------------------- | ------- | ------ | ---------------------------------- | ------------- |
| 1     | Jakub Holuša                 | Muž     | 27 let | Atletika                           | Zde           |
| 2     | Pavel Maslák                 | Muž     | 24 let | Atletika                           | Zde           |
| 3     | Vítězslav Veselý             | Muž     | 32 let | Atletika                           | Zde           |
| 4     | Petr Svoboda                 | Muž     | 30 let | Atletika                           | Zde           |
| 5     | Lukáš Gdula                  | Muž     | 24 let | Atletika                           | Zde           |
| 6     | Petr Frydrych                | Muž     | 28 let | Atletika                           | Zde           |
| 7     | Tomáš Staněk                 | Muž     | 24 let | Atletika                           | Zde           |
| 8     | Jakub Vadlejch               | Muž     | 25 let | Atletika                           | Zde           |
| 9     | Jaroslav Bába                | Muž     | 31 let | Atletika                           | Zde           |
| 10    | Michal Balner                | Muž     | 32 let | Atletika                           | Zde           |
| 11    | Radek Juška                  | Muž     | 22 let | Atletika                           | Zde           |
| 12    | Jan Kudlička                 | Muž     | 27 let | Atletika                           | Zde           |
| 13    | Adam Sebastian Helcelet      | Muž     | 23 let | Atletika                           | Zde           |
| 14    | Jiří Sýkora                  | Muž     | 21 let | Atletika                           | Zde           |
| 15    | Lukáš Melich                 | Muž     | 35 let | Atletika                           | Zde           |
| 16    | Anežka Drahotová             | Žena    | 20 let | Atletika                           | Zde           |
| 17    | Zuzana Hejnová               | Žena    | 29 let | Atletika                           | Zde           |
| 18    | Denisa Rosolová              | Žena    | 29 let | Atletika                           | Zde           |
| 19    | Eva Vrabcová Nývltová        | Žena    | 30 let | Atletika                           | Zde           |
| 20    | Barbora Špotáková            | Žena    | 35 let | Atletika                           | Zde           |
| 21    | Kateřina Šafránková          | Žena    | 26 let | Atletika                           | Zde           |
| 22    | Michaela Hrubá               | Žena    | 18 let | Atletika                           | Zde           |
| 23    | Romana Maláčová              | Žena    | 28 let | Atletika                           | Zde           |
| 24    | Jiřina Ptáčníková            | Žena    | 29 let | Atletika                           | Zde           |
| 25    | Eliška Klučinová             | Žena    | 27 let | Atletika                           | Zde           |
| 26    | Kateřina Cachová             | Žena    | 26 let | Atletika                           | Zde           |
| 27    | Petr Koukal                  | Muž     | 30 let | Badminton                          | Zde           |
| 28    | Kristína Gavnholt            | Žena    | 27 let | Badminton                          | Zde           |
| 29    | Klára Spilková               | Žena    | 21 let | Golf                               | Zde           |
| 30    | Pavel Petříkov               | Muž     | 29 let | Judo                               | Zde           |
| 31    | Jaromír Ježek                | Muž     | 29 let | Judo                               | Zde           |
| 32    | Lukáš Krpálek                | Muž     | 25 let | Judo                               | Zde           |
| 33    | David Jessen                 | Muž     | 19 let | Sportovní gymnastika               | Zde           |
| 34    | Pavel Kelemen                | Muž     | 25 let | Cyklistika (dráhová)               | Zde           |
| 35    | Adam Ptáčník (náhradník)     | Muž     | 30 let | Cyklistika (dráhová)               | Zde           |
| 36    | Ondřej Cink                  | Muž     | 25 let | Cyklistika (horská kola)           | Zde           |
| 37    | Jaroslav Kulhavý             | Muž     | 31 let | Cyklistika (horská kola)           | Zde           |
| 38    | Jan Škarnitzl                | Muž     | 29 let | Cyklistika (horská kola)           | Zde           |
| 39    | Leopold König                | Muž     | 28 let | Cyklistika (silniční)              | Zde           |
| 40    | Zdeněk Štybar                | Muž     | 30 let | Cyklistika (silniční)              | Zde           |
| 41    | Petr Vakoč                   | Muž     | 23 let | Cyklistika (silniční)              | Zde           |
| 42    | Jan Bárta                    | Muž     | 31 let | Cyklistika (silniční)              | Zde           |
| 43    | Kateřina Nash                | Žena    | 38 let | Cyklistika (horská kola)           | Zde           |
| 44    | Martin Fuksa                 | Muž     | 23 let | Kanoistika (rychlostní)            | Zde           |
| 45    | Josef Dostál                 | Muž     | 23 let | Kanoistika (rychlostní)            | Zde           |
| 46    | Filip Šváb                   | Muž     | 33 let | Kanoistika (rychlostní)            | Zde           |
| 47    | Jaroslav Radoň               | Muž     | 29 let | Kanoistika (rychlostní)            | Zde           |
| 48    | Filip Dvořák                 | Muž     | 27 let | Kanoistika (rychlostní)            | Zde           |
| 49    | Daniel Havel                 | Muž     | 24 let | Kanoistika (rychlostní)            | Zde           |
| 50    | Lukáš Trefil                 | Muž     | 27 let | Kanoistika (rychlostní)            | Zde           |
| 51    | Jan Štěrba                   | Muž     | 35 let | Kanoistika (rychlostní)            | Zde           |
| 52    | Jiří Prskavec                | Muž     | 23 let | Kanoistika (slalom na divoké vodě) | Zde           |
| 53    | Vítězslav Gebas              | Muž     | 32 let | Kanoistika (slalom na divoké vodě) | Zde           |
| 54    | Jonáš Kašpar                 | Muž     | 24 let | Kanoistika (slalom na divoké vodě) | Zde           |
| 55    | Marek Šindler                | Muž     | 23 let | Kanoistika (slalom na divoké vodě) | Zde           |
| 56    | Kateřina Kudějová            | Žena    | 26 let | Kanoistika (slalom na divoké vodě) | Zde           |
| 57    | David Svoboda                | Muž     | 30 let | Moderní pětiboj                    | Zde           |
| 58    | Jan Kuf                      | Muž     | 24 let | Moderní pětiboj                    | Zde           |
| 59    | Barbora Kodedová             | Žena    | 26 let | Moderní pětiboj                    | Zde           |
| 60    | Veronika Kozelská-Fenclová   | Žena    | 35 let | Jachting                           | Zde           |
| 61    | Viktor Teplý                 | Muž     | 25 let | Jachting                           | Zde           |
| 62    | Karel Lavický                | Muž     | 30 let | Jachting                           | Zde           |
| 63    | Jan Micka                    | Muž     | 20 let | Plavání                            | Zde           |
| 64    | Pavel Janeček                | Muž     | 22 let | Plavání                            | Zde           |
| 65    | Simona Baumrtová             | Žena    | 24 let | Plavání                            | Zde           |
| 66    | Lucie Svěcená                | Žena    | 18 let | Plavání                            | Zde           |
| 67    | Barbora Závadová             | Žena    | 22 let | Plavání                            | Zde           |
| 68    | Martina Moravčíková          | Žena    | 27 let | Plavání                            | Zde           |
| 69    | Barbora Seemanová            | Žena    | 16 let | Plavání                            | Zde           |
| 70    | Jana Pechanová               | Žena    | 35 let | Dálkové plavání                    | Zde           |
| 71    | Markéta Sluková              | Žena    | 28 let | Plážový volejbal                   | Zde           |
| 72    | Barbora Hermannová           | Žena    | 25 let | Plážový volejbal                   | Zde           |
| 73    | Lubomír Jančařík             | Muž     | 28 let | Stolní tenis                       | Zde           |
| 74    | Dimitrij Prokopcov           | Muž     | 36 let | Stolní tenis                       | Zde           |
| 75    | Iveta Vacenovská             | Žena    | 30 let | Stolní tenis                       | Zde           |
| 76    | Hana Matelová                | Žena    | 25 let | Stolní tenis                       | Zde           |
| 77    | David Kostelecký             | Muž     | 41 let | Sportovní střelba                  | Zde           |
| 78    | Filip Nepejchal              | Muž     | 16 let | Sportovní střelba                  | Zde           |
| 79    | Adéla Bruns                  | Žena    | 29 let | Sportovní střelba                  | Zde           |
| 80    | Nikola Mazurová              | Žena    | 24 let | Sportovní střelba                  | Zde           |
| 81    | Libuše Jahodová              | Žena    | 21 let | Sportovní střelba                  | Zde           |
| 82    | Alžběta Dufková              | Žena    | 25 let | Synchronizované plavání            | Zde           |
| 83    | Soňa Bernardová              | Žena    | 40 let | Synchronizované plavání            | Zde           |
| 84    | Radek Štěpánek               | Muž     | 37 let | Tenis                              | Zde           |
| 85    | Lukáš Rosol                  | Muž     | 30 let | Tenis                              | Zde           |
| 86    | Petra Kvitová                | Žena    | 26 let | Tenis                              | Zde           |
| 87    | Lucie Šafářová               | Žena    | 29 let | Tenis                              | Zde           |
| 88    | Barbora Strýcová             | Žena    | 30 let | Tenis                              | Zde           |
| 89    | Andrea Hlaváčková            | Žena    | 30 let | Tenis                              | Zde           |
| 90    | Lucie Hradecká               | Žena    | 31 let | Tenis                              | Zde           |
| 91    | Vendula Frintová             | Žena    | 32 let | Triatlon                           | Zde           |
| 92    | Ondřej Synek                 | Muž     | 33 let | Veslování                          | Zde           |
| 93    | Lukáš Helešic                | Muž     | 20 let | Veslování                          | Zde           |
| 94    | Jakub Podrazil               | Muž     | 24 let | Veslování                          | Zde           |
| 95    | Jiří Kopáč                   | Muž     | 34 let | Veslování                          | Zde           |
| 96    | Jan Vetešník                 | Muž     | 32 let | Veslování                          | Zde           |
| 97    | Ondřej Vetešník              | Muž     | 32 let | Veslování                          | Zde           |
| 98    | Miroslav Vraštil             | Muž     | 33 let | Veslování                          | Zde           |
| 99    | Lenka Antošová               | Žena    | 24 let | Veslování                          | Zde           |
| 100   | Miroslava Topinková Knapková | Žena    | 36 let | Veslování                          | Zde           |
| 101   | Kristýna Fleissnerová        | Žena    | 23 let | Veslování                          | Zde           |
| 102   | Jiří Orság                   | Muž     | 27 let | Vzpírání                           | Zde           |
| 103   | Adéla Hanzlíčková            | Žena    | 22 let | Zápas                              | Zde           |
| 104   | Jiří Beran                   | Muž     | 34 let | Šerm                               | Zde           |
| 105   | Alexander Choupenitch        | Muž     | 21 let | Šerm                               | Zde           |

## Počet soutěžících v jednotlivých sportech
| Sport                   | Druh sportu  | Muži | Ženy | Celkem |
| ----------------------- | ------------ | ---- | ---- | ------ |
| Atletika                | -            | 14   | 11   | 25     |
| Badminton               | -            | 1    | 1    | 2      |
| Cyklistika              | dráhová      | 2    | 0    | 10     |
| Cyklistika              | horská kola  | 3    | 1    | 10     |
| Cyklistika              | silniční     | 4    | 0    | 10     |
| Golf                    | -            | 0    | 1    | 1      |
| Jachting                | -            | 2    | 1    | 3      |
| Judo                    | -            | 3    | 0    | 3      |
| Kanoistika              | rychlostní   | 8    | 0    | 13     |
| Kanoistika              | vodní slalom | 4    | 1    | 13     |
| Moderní pětiboj         | -            | 2    | 1    | 3      |
| Plavání                 | bazénové     | 2    | 6    | 9      |
| Plavání                 | dálkové      | 0    | 1    | 9      |
| Plážový volejbal        | -            | 0    | 2    | 2      |
| Sportovní gymnastika    | -            | 1    | 0    | 1      |
| Sportovní střelba       | -            | 2    | 3    | 5      |
| Stolní tenis            | -            | 2    | 2    | 4      |
| Synchronizované plavání | -            | 0    | 2    | 2      |
| Šerm                    | -            | 2    | 0    | 2      |
| Tenis                   | -            | 2    | 5    | 7      |
| Triatlon                | -            | 0    | 1    | 1      |
| Veslování               | -            | 7    | 3    | 10     |
| Vzpírání                | -            | 1    | 0    | 1      |
| Zápas                   | -            | 0    | 1    | 1      |
| Celkem                  | -            | 62   | 43   | 105    |

## Atletika
Do Českého olympijského týmu na LOH 2016 v Riu de Janeiru se kvalifikovalo 25 atletů, z toho 14 mužů a 11 žen.

### Muži

#### Běžecké a chodecké disciplíny
| Atlet        | Sport            | Rozběh    | Rozběh    | Semifinále | Semifinále | Finále          | Finále          |
| Atlet        | Sport            | Čas       | Pořadí    | Čas        | Pořadí     | Čas             | Pořadí          |
| ------------ | ---------------- | --------- | --------- | ---------- | ---------- | --------------- | --------------- |
| Lukáš Gdula  | chůze 50 km      | nekoná se | nekoná se | nekoná se  | nekoná se  | diskvalifikován | diskvalifikován |
| Jakub Holuša | běh na 1500 m    | 3:38,31   | 1 Q       | 3:40,83    | 17         | nepostoupil     | nepostoupil     |
| Pavel Maslák | běh na 400 m     | 45,54     | 18 Q      | 45,06      | 16         | nepostoupil     | nepostoupil     |
| Petr Svoboda | běh na 110 m př. | 13,65     | 23 Q      | 13,67      | 18         | nepostoupil     | nepostoupil     |

#### Hody, vrhy, skoky
| Sportovec        | Disciplína    | Kvalifikace | Kvalifikace | Finále      | Finále      |
| Sportovec        | Disciplína    | Výkon       | Pořadí      | Výkon       | Pořadí      |
| ---------------- | ------------- | ----------- | ----------- | ----------- | ----------- |
| Jaroslav Bába    | Skok do výšky | 2,26        | 12 Q        | 2,20        | 14          |
| Michal Balner    | Skok o tyči   | 5,60        | 10 Q        | 5,50        | 7           |
| Petr Frydrych    | Hod oštěpem   | 83,60       | 5 Q         | 79,12       | 12          |
| Radek Juška      | Skok do dálky | 7,84        | 13          | nepostoupil | nepostoupil |
| Jan Kudlička     | Skok o tyči   | 5,70        | 7 Q         | 5,75        | 4           |
| Lukáš Melich     | Hod kladivem  | 73,14       | 15          | nepostoupil | nepostoupil |
| Tomáš Staněk     | Vrh koulí     | 19,76       | 20          | nepostoupil | nepostoupil |
| Jakub Vadlejch   | Hod oštěpem   | 83,27       | 7 Q         | 82,42       | 8           |
| Vítězslav Veselý | Hod oštěpem   | 82,58       | 10 Q        | 82,51       | 7           |

#### Víceboje (desetiboj)
| Sportovec               | Disciplína | 100 m   | dálka  | koule   | výška  | 400 m   | 110 m př. | disk    | tyč    | oštěp   | 1500 m  | Celkem | Pořadí |
| ----------------------- | ---------- | ------- | ------ | ------- | ------ | ------- | --------- | ------- | ------ | ------- | ------- | ------ | ------ |
| Adam Sebastian Helcelet | Výsledek   | 11,06 s | 7,35 m | 15,11 m | 2,04 m | 49,51 s | 14,37 s   | 44,13 m | 4,70 m | 68,20 m | 4:34,41 | 8291   | 12     |
| Adam Sebastian Helcelet | Body       | 847     | 898    | 796     | 840    | 837     | 927       | 749     | 819    | 862     | 716     | 8291   | 12     |
| Jiří Sýkora             | Výsledek   | 11,15 s | 7,00 m | 13,45 m | 1,98 m | 49,88 s | 15,02 s   | 44,49 m | NM     | 56,99 m | DNF     | 6237   | 25     |
| Jiří Sýkora             | Body       | 827     | 814    | 695     | 785    | 820     | 847       | 756     | 0      | 693     | 0       | 6237   | 25     |

NM = žádný platný pokus, DNF = nedokončil

### Ženy

#### Běžecké a chodecké disciplíny
| Atlet                 | Sport          | Rozběh    | Rozběh    | Semifinále | Semifinále | Finále       | Finále       |
| Atlet                 | Sport          | Čas       | Pořadí    | Čas        | Pořadí     | Čas          | Pořadí       |
| --------------------- | -------------- | --------- | --------- | ---------- | ---------- | ------------ | ------------ |
| Anežka Drahotová      | chůze 20 km    | nekoná se | nekoná se | nekoná se  | nekoná se  | 1:30:43      | 10           |
| Zuzana Hejnová        | 400 m překážek | 55,54     | 6 Q       | 54,55      | 1 Q        | 53,92        | 4            |
| Denisa Rosolová       | 400 m překážek | 56,36     | 22 Q      | 57,39      | 24         | nepostoupila | nepostoupila |
| Eva Vrabcová Nývltová | maraton        | nekoná se | nekoná se | nekoná se  | nekoná se  | 2:33:51      | 26           |

#### Hody, vrhy, skoky
| Atlet               | Sport        | Kvalifikace | Kvalifikace | Finále       | Finále           |
| Atlet               | Sport        | Výkon       | Pořadí      | Výkon        | Pořadí           |
| ------------------- | ------------ | ----------- | ----------- | ------------ | ---------------- |
| Michaela Hrubá      | skok vysoký  | 1,92        | 18          | nepostoupila | nepostoupila     |
| Romana Maláčová     | skok o tyči  | 4,30        | 24          | nepostoupila | nepostoupila     |
| Jiřina Ptáčníková   | skok o tyči  | 4,45        | 19          | nepostoupila | nepostoupila     |
| Kateřina Šafránková | hod kladivem | 68,33       | 17          | nepostoupila | nepostoupila     |
| Barbora Špotáková   | hod oštěpem  | 64,65       | Q           | 64,80        | Bronzová medaile |

#### Víceboje (sedmiboj)
| Athlete          | Event    | 100 m př. | výška | koule | 200 m | dálka | oštěp | 800 m   | Celkem | Pořadí |
| ---------------- | -------- | --------- | ----- | ----- | ----- | ----- | ----- | ------- | ------ | ------ |
| Kateřina Cachová | Výsledek | 13,19     | 1,77  | 12,38 | 24,32 | 5,91  | 37,77 | 2:18,95 | 5958   | 24     |
| Kateřina Cachová | Body     | 1096      | 941   | 686   | 950   | 822   | 625   | 838     | 5958   | 24     |
| Eliška Klučinová | Výsledek | 14,07     | 1,80  | 14,41 | 25,37 | 6,08  | 46,73 | 2:22,81 | 6077   | 22     |
| Eliška Klučinová | Body     | 968       | 978   | 821   | 853   | 874   | 797   | 786     | 6077   | 22     |

## Badminton
Dvě účastnická místa si Česká republika zajistila díky Kristíně Gavnholt a Petru Koukalovi. Kristína Gavnholt byla mezi 34 nejlepšími hráčkami ve dvouhře ve světovém žebříčku BWF ke dni 5. května 2016; Petr Koukal získal své místo díky uvolnění míst po hráčích kvalifikovaných do čtyřher jako jeden z nejvýše postavených hráčů, kteří se nekvalifikovali přímo.
| Sportovec         | Disciplína   | Základní skupina                | Základní skupina                  | Základní skupina | Vyřazovací boj  | Čtvrtfinále     | Semifinále      | Finále / Zápas o 3. místo | Finále / Zápas o 3. místo |
| Sportovec         | Disciplína   | Soupeř Výsledek                 | Soupeř Výsledek                   | Pořadí           | Soupeř Výsledek | Soupeř Výsledek | Soupeř Výsledek | Soupeř Výsledek           | Pořadí                    |
| ----------------- | ------------ | ------------------------------- | --------------------------------- | ---------------- | --------------- | --------------- | --------------- | ------------------------- | ------------------------- |
| Petr Koukal       | dvouhra mužů | Ouseph (GBR) · 0:2 (-14,-18)    | Sasaki (JPN) · 1:2 (-10, 16, -12) | 3                | nepostoupil     | nepostoupil     | nepostoupil     | nepostoupil               | nepostoupil               |
| Kristína Gavnholt | dvouhra žen  | Yamaguchi (JPN) · 0:2 (-18, -5) | Tee J Y (MAS) · 0:2 (-20, -15)    | 3                | nepostoupila    | nepostoupila    | nepostoupila    | nepostoupila              | nepostoupila              |

## Cyklistika

### Dráhová cyklistika
Před a během Mistrovství světa 2016 v dráhové cyklistice se na olympijské hry nedokázal kvalifikovat český tým pro sprint, ale účastnická místa dle pořadí UCI pro Olympijské hry si čeští cyklisté vybojovali alespoň v individuálních disciplínách. Českou republiku zastupoval ve sprintu mužů i v keirinu Pavel Kelemen. Náhradník Adam Ptáčník nenastoupil.
Sprint
| Sportovec     | Disciplína  | Kvalifikace         | Kvalifikace | 1. kolo                          | 1. opravy                                                     | 2. kolo                    | 2. opravy                  | Čtvrtfinále                | Semifinále                 | Finále                     | Finále      |
| Sportovec     | Disciplína  | Čas Rychlost (km/h) | Pořadí      | Soupeř Čas Rychlost (km/h)       | Soupeř Čas Rychlost (km/h)                                    | Soupeř Čas Rychlost (km/h) | Soupeř Čas Rychlost (km/h) | Soupeř Čas Rychlost (km/h) | Soupeř Čas Rychlost (km/h) | Soupeř Čas Rychlost (km/h) | Pořadí      |
| ------------- | ----------- | ------------------- | ----------- | -------------------------------- | ------------------------------------------------------------- | -------------------------- | -------------------------- | -------------------------- | -------------------------- | -------------------------- | ----------- |
| Pavel Kelemen | sprint mužů | 9,969               | 14 Q        | Baugé Grégory (FRA) · 10,264 · 0 | Constable Patrick (AUS) · Zielinski Damian (POL) · 10,741 · 0 | nepostoupil                | nepostoupil                | nepostoupil                | nepostoupil                | nepostoupil                | nepostoupil |
| Adam Ptáčník  | sprint mužů | nenastoupil         | nenastoupil | nenastoupil                      | nenastoupil                                                   | nenastoupil                | nenastoupil                | nenastoupil                | nenastoupil                | nenastoupil                | nenastoupil |

Keirin
| Sportovec     | Disciplína  | 1. kolo | Opravy | 2. kolo     | Finále      |
| Sportovec     | Disciplína  | Pořadí  | Pořadí | Pořadí      | Pořadí      |
| ------------- | ----------- | ------- | ------ | ----------- | ----------- |
| Pavel Kelemen | keirin mužů | 6 Op    | 4      | nepostoupil | nepostoupil |

Op = postup do oprav

### Horská kola
Čeští jezdci na horských kolech si vybojovali tři účastnická místa díky tomu, že se ČR umístila na 4. místě v olympijském žebříčku UCI ke dni 25. května 2016. Vzhledem k tomu, že nebylo možné uplatnit přidělené místo do některého z afrických olympijských týmů, zbylé místo bylo přiděleno pro závod žen českému týmu jako nejvýše postavené zemi, která dosud neměla kvalifikovanou zástupkyni. V závodech budou Českou republiku reprezentovat obhájce zlaté medaile z Londýna Jaroslav Kulhavý, Ondřej Cink, Jan Škarnitzl a Kateřina Nash.
| Sportovec        | Discplína  | Čas     | Pořadí           |
| ---------------- | ---------- | ------- | ---------------- |
| Ondřej Cink      | závod mužů | 1:38:18 | 14               |
| Jaroslav Kulhavý | závod mužů | 1:34:18 | Stříbrná medaile |
| Jan Škarnitzl    | závod mužů | 1:41:11 | 22               |
| Kateřina Nash    | závod žen  | 1:32:25 | 5                |

### Silniční cyklistika
Česká republika získala čtyři účastnická místa pro hromadný závod mužů díky svému umístění mezi nejlepšími 15 státy podle Světové Tour UCI 2015 a Evropské Tour UCI 2015. Nominace pro hromadný závod mužů byla oznámena 23. června 2016.
Žádost a odvolání Martiny Sáblíkové k mezinárodní arbitráži, která jí měla umožnit startovat na Olympijských hrách, byla 9. srpna 2016 zamítnuta. V ženských kategoriích tedy nebude mít ČR žádnou zástupkyni.
| Sportovec     | Disciplína          | Čas        | Pořadí     |
| ------------- | ------------------- | ---------- | ---------- |
| Jan Bárta     | hromadný závod mužů | nedokončil | nedokončil |
| Jan Bárta     | časovka mužů        | 1:15:56,91 | 15         |
| Leopold König | hromadný závod mužů | nedokončil | nedokončil |
| Leopold König | časovka mužů        | 1:15:23,64 | 11         |
| Zdeněk Štybar | hromadný závod mužů | nedokončil | nedokončil |
| Petr Vakoč    | hromadný závod mužů | 6:30:05    | 58         |

## Golf
| Sportovec      | Discplína | 1. kolo  | 2. kolo  | 3. kolo  | 4. kolo  | Celkem   | Celkem | Celkem |
| Sportovec      | Discplína | Výsledek | Výsledek | Výsledek | Výsledek | Výsledek | Par    | Pořadí |
| -------------- | --------- | -------- | -------- | -------- | -------- | -------- | ------ | ------ |
| Klára Spilková | golf žen  | 77       | 73       | 71       | 74       | 295      | +11    | 48     |

## Gymnastika

### Sportovní gymnastika
Za Českou republiku se zúšastnil jediný gymnasta, David Jessen, syn účastnice Olympijských her 1988 v Soulu Hany Říčné. Své účastnické místo pro jednotlivá nářadí a individuální závod si vybojoval v testovacím závodě v Rio de Janeiro.
Muži
| Sportovec    | Disciplína        | Kvalifikace | Kvalifikace | Kvalifikace | Kvalifikace | Kvalifikace | Kvalifikace | Kvalifikace | Kvalifikace | Finále      | Finále      | Finále      | Finále      | Finále      | Finále      | Finále      | Finále      |
| Sportovec    | Disciplína        | Nářadí      | Nářadí      | Nářadí      | Nářadí      | Nářadí      | Nářadí      | Celkem      | Pořadí      | Nářadí      | Nářadí      | Nářadí      | Nářadí      | Nářadí      | Nářadí      | Celkem      | Pořadí      |
| Sportovec    | Disciplína        | P           | Kůň         | K           | Př          | B           | H           | Celkem      | Pořadí      | P           | Kůň         | K           | Př          | B           | H           | Celkem      | Pořadí      |
| ------------ | ----------------- | ----------- | ----------- | ----------- | ----------- | ----------- | ----------- | ----------- | ----------- | ----------- | ----------- | ----------- | ----------- | ----------- | ----------- | ----------- | ----------- |
| David Jessen | závod jednotlivců | 12.233      | 12.166      | 13.336      | 14.500      | 13.100      | 14.316      | 79.681      | 47          | nepostoupil | nepostoupil | nepostoupil | nepostoupil | nepostoupil | nepostoupil | nepostoupil | nepostoupil |

## Jachting
České lodě si vybojovaly účast na jachtařském Mistrovství světa 2014, jednotlivých závodech světového poháru a v evropských kvalifikačních regatách.
Muži
| Sportovec     | Disciplína | Závod | Závod | Závod | Závod | Závod | Závod | Závod | Závod | Závod | Závod | Závod     | Závod     | Závod | Redukované body | Finální pořadí |
| Sportovec     | Disciplína | 1     | 2     | 3     | 4     | 5     | 6     | 7     | 8     | 9     | 10    | 11        | 12        | Med*  | Redukované body | Finální pořadí |
| ------------- | ---------- | ----- | ----- | ----- | ----- | ----- | ----- | ----- | ----- | ----- | ----- | --------- | --------- | ----- | --------------- | -------------- |
| Karel Lavický | muži RS:X  | 26    | 30    | 30    | 30    | 37    | 25    | 24    | 37    | 29    | 37    | 25        | 31        | Vyř   | 324             | 31             |
| Viktor Teplý  | muži Laser | 29    | 18    | 30    | 19    | 13    | 23    | 29    | 29    | 32    | 34    | nekoná se | nekoná se | Vyř   | 222             | 28             |

Ženy
| Sportovec                  | Discplína         | Závod | Závod | Závod | Závod | Závod | Závod | Závod | Závod | Závod | Závod | Závod | Redukované body | Finální pořadí |
| Sportovec                  | Discplína         | 1     | 2     | 3     | 4     | 5     | 6     | 7     | 8     | 9     | 10    | Med*  | Redukované body | Finální pořadí |
| -------------------------- | ----------------- | ----- | ----- | ----- | ----- | ----- | ----- | ----- | ----- | ----- | ----- | ----- | --------------- | -------------- |
| Veronika Kozelská-Fenclová | ženy Laser Radial | 11    | 7     | 10    | 16    | 9     | 16    | 8     | 22    | 17    | 19    | Vyř   | 113             | 12             |

Med = závod o medaile; Vyř = Vyřazena/a – nepostoupila/a do závodu o medaile

## Judo
Za Českou republiku se kvalifikovali tři účastníci. Lukáš Krpálek, účastník Olympiády 2012, a Pavel Petřikov byli mezi 22 nejvýše postavenými ve světovém žebříčku IJF ke dni 30. května 2016. Jaromír Ježek v kategorii do 73 kg získal kontinentální účastnické místo za Evropu jako nejlepší český judista mimo přímá kvalifikační místa.
| Sportovec      | Disciplína     | 1. kolo                 | 2. kolo                 | Osmifinále              | Čtvrtfinále             | Semifinále            | Opravy          | Finále / Zápas o 3. místo | Finále / Zápas o 3. místo |
| Sportovec      | Disciplína     | Soupeř Výsledek         | Soupeř Výsledek         | Soupeř Výsledek         | Soupeř Výsledek         | Soupeř Výsledek       | Soupeř Výsledek | Soupeř Výsledek           | Pořadí                    |
| -------------- | -------------- | ----------------------- | ----------------------- | ----------------------- | ----------------------- | --------------------- | --------------- | ------------------------- | ------------------------- |
| Pavel Petřikov | muži do 60 kg  | volný los               | Mogopa (BOT) · 110:000  | Takato (JPN) · 000:100  | nepostoupil             | nepostoupil           | nepostoupil     | nepostoupil               | nepostoupil               |
| Jaromír Ježek  | muži do 73 kg  | Estrada (CUB) · 002:010 | nepostoupil             | nepostoupil             | nepostoupil             | nepostoupil           | nepostoupil     | nepostoupil               | nepostoupil               |
| Lukáš Krpálek  | muži do 100 kg | volný los               | Fonseca (POR) · 010:001 | Rakov (KAZ) · 000:000pp | Haga (JPN) · 000p:000pp | Maret (FRA) · 100:000 | -               | Gasimov (AZE) · 100:000   | Zlatá medaile             |

## Kanoistika

### Rychlostní kanoistika
Za Českou republiku nastoupí celkem 4 lodě na základě výsledků z Mistrovství světa v rychlostní kanoistice 2015. Pátá loď (muži C-2 na 1000 m) získala účastnické místo díky umístění mezi nejlepšími dvěma státy na Evropské kvalifikační regatě 2016 v německém Duisburgu.
Nominace pro čtyřkajak byla oznámena 7. června 2016 a pojede ve stejném složení, ve kterém na londýnských hrách získal bronzové medaile.
Muži
| Sportovec                                         | Disciplína      | Rozjížďky | Rozjížďky | Semifinále  | Semifinále  | Finále      | Finále           |
| Sportovec                                         | Disciplína      | Čas       | Pořadí    | Čas         | Pořadí      | Čas         | Pořadí           |
| ------------------------------------------------- | --------------- | --------- | --------- | ----------- | ----------- | ----------- | ---------------- |
| Josef Dostál                                      | muži K-1 1000 m | 3:35,342  | 1         | 3:36,384    | 4 FA        | 3:32,145    | Stříbrná medaile |
| Martin Fuksa                                      | muži C-1 1000 m | 4:01,492  | 2         | 4:01,793    | 1 FA        | 4:03,322    | 6                |
| Martin Fuksa                                      | muži C-1 200 m  | 40,311    | 3 Q       | 40,311      | 4 FB        | 39,760      | 9                |
| Filip Šváb                                        | muži K-1 200 m  | 35,567    | 7         | nepostoupil | nepostoupil | nepostoupil | nepostoupil      |
| Filip Dvořák Jaroslav Radoň                       | muži C-2 1000 m | 3:36,818  | 4 Q       | 3:42,166    | 2 FA        | 3:49,352    | 7                |
| Josef Dostál Daniel Havel Jan Štěrba Lukáš Trefil | muži K-4 1000 m | 2:52,027  | 1 FA      | volno       | volno       | 3:05,176    | Bronzová medaile |

Vysvětlivky: FA = kvalifikoval/i se do finále A (o medaile); FB = kvalifikoval/i se do finále B (o umístění)

### Vodní slalom
Čeští kanoisté si vybojovali účastnická místa na Mistrovství světa ve vodním slalomu 2015. Soupiska pro Olympijské hry bude oznámena 15. května na základě nejlepších výsledků ze tří závodů: dvou domácích závodů ve Veltrusích (16.-17. dubna) a v Praze (23.-24. dubna) a Mistrovství Evropy 2016 v Liptovském Mikuláši (13.-15. května).
| Sportovec                  | Discplína | Kvalifikace | Kvalifikace | Kvalifikace | Kvalifikace | Kvalifikace  | Kvalifikace | Semifinále | Semifinále | Finále | Finále           |
| Sportovec                  | Discplína | 1. jízda    | Pořadí      | 2. jízda    | Pořadí      | Nejlepší čas | Pořadí      | Čas        | Pořadí     | Čas    | Pořadí           |
| -------------------------- | --------- | ----------- | ----------- | ----------- | ----------- | ------------ | ----------- | ---------- | ---------- | ------ | ---------------- |
| Vítězslav Gebas            | muži C-1  | 109.92      | 14          | 102.78      | 12          | 102.78       | 14 Q        | 98.77      | 5 Q        | 97.57  | 4                |
| Jonáš Kašpar Marek Šindler | muži C-2  | 106.32      | 6           | 103.43      | 2           | 103.43       | 4 Q         | 108.09     | 2 Q        | 108.35 | 8                |
| Jiří Prskavec              | muži K-1  | 88.71       | 3           | 101.18      | 17          | 88.71        | 7 Q         | 90.62      | 2 Q        | 88.99  | Bronzová medaile |
| Kateřina Kudějová          | ženy K-1  | 102.06      | 3           | 106.10      | 8           | 102.06       | 5 Q         | 103.78     | 4 Q        | 108.76 | 10               |

## Moderní pětiboj
Českou republiku bude reprezentovat mimo obhájce zlaté medaile z Londýna Davida Svobody také nováček Jan Kuf díky svému výsledku na Mistrovství Evropy 2015. Barbora Kodedová si vysloužila své účastnické místo jako jedna ze skupiny nejvýše postavených sportovkyň ve světovém žebříčku UIPM, které se nekvalifikovaly přímo, a dostaly dodatečnou pozvánku.
| Sportovec        | Discplína            | Šerm (kord na jeden zásah) | Šerm (kord na jeden zásah) | Šerm (kord na jeden zásah) | Šerm (kord na jeden zásah) | Plavání (200 m volný způsob) | Plavání (200 m volný způsob) | Plavání (200 m volný způsob) | Jezdectví (parkúrové skákání) | Jezdectví (parkúrové skákání) | Jezdectví (parkúrové skákání) | Kombinace: střelba/běh (10 m vzduchová puška)/(3200 m) | Kombinace: střelba/běh (10 m vzduchová puška)/(3200 m) | Kombinace: střelba/běh (10 m vzduchová puška)/(3200 m) | Celkem body | Celkové pořadí |
| Sportovec        | Discplína            | Výsledky                   | Bonusové kolo              | Pořadí                     | Body                       | Čas                          | Pořadí                       | Body                         | Trestné sekundy               | Pořadí                        | Body                          | Čas                                                    | Pořadí                                                 | Body                                                   | Celkem body | Celkové pořadí |
| ---------------- | -------------------- | -------------------------- | -------------------------- | -------------------------- | -------------------------- | ---------------------------- | ---------------------------- | ---------------------------- | ----------------------------- | ----------------------------- | ----------------------------- | ------------------------------------------------------ | ------------------------------------------------------ | ------------------------------------------------------ | ----------- | -------------- |
| Jan Kuf          | moderní pětiboj mužů | 19:16                      | 1                          | 13                         | 215                        | 2:05,84                      | 26                           | 323                          | 300                           | 33                            | 0                             | 12:15,62                                               | 34                                                     | 565                                                    | 1103        | 36             |
| David Svoboda    | moderní pětiboj mužů | 21:14                      | 0                          | 7                          | 226                        | 2:05,59                      | 23                           | 324                          | 18                            | 19                            | 282                           | 11:20,92                                               | 10                                                     | 620                                                    | 1452        | 9              |
| Barbora Kodedová | moderní pětiboj žen  | 20:15                      | 0                          | 10                         | 220                        | 2:24,70                      | 34                           | 266                          | 51                            | 28                            | 249                           | 13:25,36                                               | 29                                                     | 495                                                    | 1230        | 26             |

## Plavání
Čeští plavci se kvalifikovali (maximum jsou 2 plavci v každé disciplíně ke dni uzavření olympijské kvalifikace a potenciálně 1 ke dni uzavření startovních listin) do uvedených disciplín:
Muži
| Sportovec     | Disciplína           | Rozplavba | Rozplavba | Finále      | Finále      |
| Sportovec     | Disciplína           | Čas       | Pořadí    | Čas         | Pořadí      |
| ------------- | -------------------- | --------- | --------- | ----------- | ----------- |
| Pavel Janeček | 400 m polohový závod | 4:22.09   | 24        | nepostoupil | nepostoupil |
| Jan Micka     | 400 m volný způsob   | 3:49.97   | 29        | nepostoupil | nepostoupil |
| Jan Micka     | 1500 m volný způsob  | 14:58,69  | 12        | nepostoupil | nepostoupil |

Ženy
| Sportovec                                                            | Disciplína                       | Rozplavba | Rozplavba | Semifinále   | Semifinále   | Finále       | Finále       |
| Sportovec                                                            | Disciplína                       | Čas       | Pořadí    | Čas          | Pořadí       | Čas          | Pořadí       |
| -------------------------------------------------------------------- | -------------------------------- | --------- | --------- | ------------ | ------------ | ------------ | ------------ |
| Simona Baumrtová                                                     | 100 m znak                       | 1:01,08   | 17        | nepostoupila | nepostoupila | nepostoupila | nepostoupila |
| Simona Baumrtová                                                     | 200 m znak                       | 2:13,26   | 23        | nepostoupila | nepostoupila | nepostoupila | nepostoupila |
| Simona Baumrtová                                                     | 200 m polohový závod             | 2:17,21   | 36        | nepostoupila | nepostoupila | nepostoupila | nepostoupila |
| Martina Moravčíková                                                  | 100 m prsa                       | 1:08,50   | 25        | nepostoupila | nepostoupila | nepostoupila | nepostoupila |
| Martina Moravčíková                                                  | 200 m prsa                       | 2:27,51   | 18        | nepostoupila | nepostoupila | nepostoupila | nepostoupila |
| Jana Pechanová                                                       | 10 km dálkové plavání            | nekoná se | nekoná se | nekoná se    | nekoná se    | 1:59:07,7    | 19           |
| Barbora Seemanová                                                    | 200 m volný způsob               | 2:00,26   | 31        | nepostoupila | nepostoupila | nepostoupila | nepostoupila |
| Lucie Svěcená                                                        | 100 m motýlek                    | 59.45     | 27        | nepostoupila | nepostoupila | nepostoupila | nepostoupila |
| Barbora Závadová                                                     | 200 m polohový závod             | 2:14,45   | 21        | nepostoupila | nepostoupila | nepostoupila | nepostoupila |
| Barbora Závadová                                                     | 400 m polohový závod             | 4:38.53   | 14        | nekoná se    | nekoná se    | nepostoupila | nepostoupila |
| Simona Baumrtová Martina Moravčíková Barbora Seemanová Lucie Svěcená | 4 × 100 m štafeta polohový závod | DSQ       | DSQ       | nekoná se    | nekoná se    | nepostoupily | nepostoupily |

## Sportovní střelba
Čeští sportovní střelci získali svá účastnická místa na ISSF Mistrovstvích světa ve střelbě 2014 a 2015, Světovém poháru ISSF 2015, Mistrovstvích Evropy a Evropských hrách. Na těchto událostech museli nasbírat více než minimální kvalifikační počet bodů k 31. březnu 2016.
Muži
| Sportovec        | Disciplína                                      | Kvalifikace | Kvalifikace | Semifinále | Semifinále | Finále      | Finále      |
| Sportovec        | Disciplína                                      | Body        | Pořadí      | Body       | Pořadí     | Body        | Pořadí      |
| ---------------- | ----------------------------------------------- | ----------- | ----------- | ---------- | ---------- | ----------- | ----------- |
| David Kostelecký | trap                                            | 118         | 5           | 13/15      | 3          | 9/15        | 4           |
| Filip Nepejchal  | vzduchová puška 10m                             | 619.9       | 35          | nekoná se  | nekoná se  | nepostoupil | nepostoupil |
| Filip Nepejchal  | libovolná malorážka 50m 60 ran vleže            | 620.5       | 33          | nekoná se  | nekoná se  | nepostoupil | nepostoupil |
| Filip Nepejchal  | libovolná malorážka 50m 3x40 ran polohový závod | 1169        | 21          | nekoná se  | nekoná se  | nepostoupil | nepostoupil |

Ženy
| Sportovec       | Disciplína                                      | Kvalifikace | Kvalifikace | Semifinále   | Semifinále   | Finále       | Finále       |
| Sportovec       | Disciplína                                      | Body        | Pořadí      | Body         | Pořadí       | Body         | Pořadí       |
| --------------- | ----------------------------------------------- | ----------- | ----------- | ------------ | ------------ | ------------ | ------------ |
| Libuše Jahodová | skeet                                           | 58          | 20          | nepostoupila | nepostoupila | nepostoupila | nepostoupila |
| Nikola Mazurová | vzduchová puška 10m                             | 414.4       | 18          | nekoná se    | nekoná se    | nepostoupila | nepostoupila |
| Nikola Mazurová | libovolná malorážka 50m 3x40 ran polohový závod | 575         | 25          | nekoná se    | nekoná se    | nepostoupila | nepostoupila |
| Adéla Bruns     | vzduchová puška 10m                             | 411.8       | 32          | nekoná se    | nekoná se    | nepostoupila | nepostoupila |
| Adéla Bruns     | libovolná malorážka 50m 3x40 ran polohový závod | 582         | 8 Q         | nekoná se    | nekoná se    | 404.3        | 7            |

## Stolní tenis
Za Českou republiku nastoupí 4 hráči (2 muži a 2 ženy). Iveta Vacenovská, účastnice olympiády v Londýně, měla účast zajištěnou přímo na základě umístění mezi 22 nejlepšími v žebříčku ITTF. Další účastníci, Lubomír Jančařík, Dimitrij Prokopcov a Hana Matelová získali své pozvánky jako hráči mezi 7 nejlepšími v žebříčku dle výsledků olympijské kvalifikace, kteří neměli účast zajištěnou přímo.
| Sportovec          | Disciplína   | Kvalifikace     | 1. kolo             | 2. kolo             | 3. kolo         | Osmifinále      | Čtvrtfinále     | Semifinále      | Finále / Zápas o 3. místo | Finále / Zápas o 3. místo |
| Sportovec          | Disciplína   | Soupeř Výsledek | Soupeř Výsledek     | Soupeř Výsledek     | Soupeř Výsledek | Soupeř Výsledek | Soupeř Výsledek | Soupeř Výsledek | Soupeř Výsledek           | Pořadí                    |
| ------------------ | ------------ | --------------- | ------------------- | ------------------- | --------------- | --------------- | --------------- | --------------- | ------------------------- | ------------------------- |
| Lubomír Jančařík   | dvouhra mužů | volný los       | Kenjaev (UZB) · 2–4 | nepostoupil         | nepostoupil     | nepostoupil     | nepostoupil     | nepostoupil     | nepostoupil               | nepostoupil               |
| Dimitrij Prokopcov | dvouhra mužů | volný los       | Toriola (NGR) · 2–4 | nepostoupil         | nepostoupil     | nepostoupil     | nepostoupil     | nepostoupil     | nepostoupil               | nepostoupil               |
| Hana Matelová      | dvouhra žen  | volný los       | Zhang (CAN) · 3–4   | nepostoupila        | nepostoupila    | nepostoupila    | nepostoupila    | nepostoupila    | nepostoupila              | nepostoupila              |
| Iveta Vacenovská   | dvouhra žen  | volný los       | Ruano (COL) · 4–0   | Bilenko (UKR) · 0–4 | nepostoupila    | nepostoupila    | nepostoupila    | nepostoupila    | nepostoupila              | nepostoupila              |

## Synchronizované plavání
Česká republika získala účastnické místo díky 9. místu v předolympijském testovacím závodě v Rio de Janeiro, své zástupce bude mít v disciplíně duet, kde se zúčastní Soňa Bernardová a Alžběta Dufková.
| Sportovec                       | Disciplína | Technický program | Technický program | Volný program (kvalifikace) | Volný program (kvalifikace)        | Volný program (kvalifikace) | Volný program (finále) | Volný program (finále)             | Volný program (finále) |
| Sportovec                       | Disciplína | Body              | Pořadí            | Body                        | Celkem (technický + volný program) | Pořadí                      | Body                   | Celkem (technický + volný program) | Pořadí                 |
| ------------------------------- | ---------- | ----------------- | ----------------- | --------------------------- | ---------------------------------- | --------------------------- | ---------------------- | ---------------------------------- | ---------------------- |
| Soňa Bernardová Alžběta Dufková | duet       | 80,0640           | 18                | 80,5333                     | 160,5973                           | 18                          | nepostoupily           | nepostoupily                       | nepostoupily           |

## Šerm
Česká republika má dvě účastnická místa. Účastník Olympiády mládeže 2010 Alexander Choupenitch si zajistil místo v soutěži fleretistů jako jeden ze dvou nejvýše postavených šermířů z evropské zóny dle redukovaného pořadí mezinárodní federace FIE. Spolu s ním se kvalifikoval do soutěže kordistů Jiří Beran svým vítězstvím v evropské zónové kvalifikaci v Praze.
| Sportovec             | Disciplína  | 1. kolo               | 2. kolo                   | Osmifinále      | Čtvrtfinále     | Semifinále      | Finále / Zápas o 3. místo | Finále / Zápas o 3. místo |
| Sportovec             | Disciplína  | Soupeř Výsledek       | Soupeř Výsledek           | Soupeř Výsledek | Soupeř Výsledek | Soupeř Výsledek | Soupeř Výsledek           | Pořadí                    |
| --------------------- | ----------- | --------------------- | ------------------------- | --------------- | --------------- | --------------- | ------------------------- | ------------------------- |
| Jiří Beran            | kord mužů   | Schwantes (BRA) · 6:8 | nepostoupil               | nepostoupil     | nepostoupil     | nepostoupil     | nepostoupil               | nepostoupil               |
| Alexander Choupenitch | fleret mužů | volný los             | Abouelkassem (EGY) · 8:15 | nepostoupil     | nepostoupil     | nepostoupil     | nepostoupil               | nepostoupil               |

## Tenis
Za Českou republiku nastoupilo do olympijského turnaje 8 hráčů (2 muži a 6 žen). Tomáš Berdych (hráč č. 8 světového žebříčku) a Jiří Veselý (hráč č. 67) se kvalifikovali přímo do dvouher mužů mezi 56 nejlepšími podle světového žebříčku ATP ke dni 6. června 2016, stejně jako Petra Kvitová (hráčka č. 11), Karolína Plíšková (č. 17), Lucie Šafářová (č. 29), and Barbora Strýcová (č. 30) do dvouher žen dle žebříčku WTA.
Protože měli Berdych a Veselý účast zajištěnou napřímo, požádali o to, aby hráli čtyřhru se svými parťáky Radkem Štěpánkem a Lukášem Rosolem. Do čtyřhry se přihlásily i obhájkyně stříbrných medailí Andrea Hlaváčková a Lucie Hradecká, které měly zajištěnou účast vzhledem k postavení Hradecké mezi nejlepšími 10 hráčkami čtyřhry podle WTA.
16. července 2016 oznámili Berdych a Plíšková, že se her nezúčastní z osobních a rodinných důvodů a také z obav před virem Zika. Lukáš Rosol (v žebříčku č. 71) po Berdychovi převzal účastnická místa ve dvouhře i čtyřhře. 27. července 2016 se o neúčasti rozhodl i Jiří Veselý ze zdravotních důvodů.
Muži
| Sportovec                  | Disciplína     | 1. kolo                                   | 2. kolo         | Osmifinále      | Čtvrtfinále     | Semifinále      | Finále / Zápas o 3. místo | Finále / Zápas o 3. místo |
| Sportovec                  | Disciplína     | Soupeř Výsledek                           | Soupeř Výsledek | Soupeř Výsledek | Soupeř Výsledek | Soupeř Výsledek | Soupeř Výsledek           | Pořadí                    |
| -------------------------- | -------------- | ----------------------------------------- | --------------- | --------------- | --------------- | --------------- | ------------------------- | ------------------------- |
| Lukáš Rosol                | mužská dvouhra | Paire (FRA) · 6:3, 3:6, 4:6               | nepostoupil     | nepostoupil     | nepostoupil     | nepostoupil     | nepostoupil               | nepostoupil               |
| Lukáš Rosol Radek Štěpánek | mužská čtyřhra | Ferrer / · Bautista Agut (ESP) · 1:6, 4:6 | nepostoupili    | nepostoupili    | nepostoupili    | nepostoupili    | nepostoupili              | nepostoupili              |

Ženy
| Sportovec                        | Disciplína     | 1. kolo                                          | 2. kolo                                         | Osmifinále                       | Čtvrtfinále                                     | Semifinále                                    | Finále / Zápas o 3. místo                                            | Finále / Zápas o 3. místo |
| Sportovec                        | Disciplína     | Soupeř Výsledek                                  | Soupeř Výsledek                                 | Soupeř Výsledek                  | Soupeř Výsledek                                 | Soupeř Výsledek                               | Soupeř Výsledek                                                      | Pořadí                    |
| -------------------------------- | -------------- | ------------------------------------------------ | ----------------------------------------------- | -------------------------------- | ----------------------------------------------- | --------------------------------------------- | -------------------------------------------------------------------- | ------------------------- |
| Lucie Hradecká                   | ženská dvouhra | Wozniacká (DEN) · 2:6, 2:6                       | nepostoupila                                    | nepostoupila                     | nepostoupila                                    | nepostoupila                                  | nepostoupila                                                         | nepostoupila              |
| Petra Kvitová                    | ženská dvouhra | Babos (HUN) · 6:1, 6:2                           | Wozniacká (DEN) · 6:2, 6:4                      | Makarovová (RUS) · 4:6, 6:4, 6:4 | Svitolinová (UKR) 6:2, 6:0                      | Puigová (PUR) 4:6, 6:1, 3:6                   | Keysová (USA) · 7:5, 2:6, 6:2                                        | Bronzová medaile          |
| Lucie Šafářová                   | ženská dvouhra | Knappová (ITA) · 4:6, 6:1, 6:1                   | Flipkensová (BEL) · 2:6, 0:0skreč               | nepostoupila                     | nepostoupila                                    | nepostoupila                                  | nepostoupila                                                         | nepostoupila              |
| Barbora Strýcová                 | ženská dvouhra | Wickmayerová (BEL) · 7:66, 6:1                   | Erraniová (ITA) · 2:6, 2:6                      | nepostoupila                     | nepostoupila                                    | nepostoupila                                  | nepostoupila                                                         | nepostoupila              |
| Andrea Hlaváčková Lucie Hradecká | ženská čtyřhra | Svitolinová / Savčuková (UKR) · 7:61, 1:6, 6:4   | Pcheng Šuaj / Čang Šuaj (CHN) · 6:4, 6:4        | —                                | Kasatkinová / Kuzněcovová (RUS) · 6:1, 4:6, 7:5 | Makarovová / Vesninová (RUS) · 67:7, 4:6      | Šafářová / · Strýcová (CZE) – Hlaváčková / Hradecká (CZE) · 7:5, 6:1 | 4                         |
| Lucie Šafářová Barbora Strýcová  | ženská čtyřhra | S. Williamsová / V. Williamsová (USA) · 6:3, 6:4 | Bourchardová / Dabrowská (CAN) · 6:74, 6:2, 6:4 | —                                | Erraniová / Vinciová (ITA) · 4:6, 6:4, 6:4      | Bacsinszká / Hingisová (SUI) · 5:7, 7:63, 6:2 | Šafářová / · Strýcová (CZE) – Hlaváčková / Hradecká (CZE) · 7:5, 6:1 | Bronzová medaile          |

Mix
| Sportovec                     | Disciplína      | 1. kolo                         | Čtvrtfinále                      | Semifinále                                  | Zápas o 3. místo                 | Zápas o 3. místo |
| Sportovec                     | Disciplína      | Soupeř Výsledek                 | Soupeř Výsledek                  | Soupeř Výsledek                             | Soupeř Výsledek                  | Pořadí           |
| ----------------------------- | --------------- | ------------------------------- | -------------------------------- | ------------------------------------------- | -------------------------------- | ---------------- |
| Radek Štěpánek Lucie Hradecká | smíšená čtyřhra | Nadal / Muguruzaová (ESP) · DNS | Tecau / Beguová (ROU) · 6:4, 7:5 | Sock / Matteková-Sandsová (USA) · 4:6, 62:7 | Mirza / Bopanna (IND) · 6:1, 7:5 | Bronzová medaile |

## Triatlon
Česká republika získala jedno účastnické místo - dvojnásobná olympijská účastnice Vendula Frintová byla mezi nejlepšími 40 triatlonistkami, které se mohly zúčastnit Her. Seznam vydala Mezinárodní triatlonová unie ke dni 15. května 2016.
| Sportovec        | Disciplína   | Plavání(1.5 km) | Mezičas 1 | Kolo (40 km) | Mezičas 2 | Běh (10 km) | Celkový čas | Pořadí |
| ---------------- | ------------ | --------------- | --------- | ------------ | --------- | ----------- | ----------- | ------ |
| Vendula Frintová | triatlon žen | 19:21           | 0:56      | 1:04:27      | 0:36      | 36:29       | 2:01:49     | 27     |

## Veslování
Česká republika bude mít v soutěžích celkem pět lodí. Tři lodě (mužský a ženský skif, čtyřka lehkých vah mužů) si zajistily účast na Mistrovství světa 2015 v Lac d'Aiguebelette ve Francii a další dvě lodě (mužská dvojka a ženský dvojskif) si místa zajistily díky umístění mezi nejlepšími dvěma na Evropské a Závěrečné kvalifikační regatě ve švýcarském Lucernu.
Muži
| Sportovec                                                | Disciplína              | Rozjížďky | Rozjížďky | Opravy    | Opravy    | Čtvrtfinále | Čtvrtfinále | Semifinále | Semifinále | Finále  | Finále           |
| Sportovec                                                | Disciplína              | Čas       | Pořadí    | Čas       | Pořadí    | Čas         | Pořadí      | Čas        | Pořadí     | Čas     | Pořadí           |
| -------------------------------------------------------- | ----------------------- | --------- | --------- | --------- | --------- | ----------- | ----------- | ---------- | ---------- | ------- | ---------------- |
| Ondřej Synek                                             | skif                    | 7:21,90   | 1 QF      | volný los | volný los | 6:50,51     | 2 SA/B      | 6:58,56    | 1 FB       | 6:44,10 | Bronzová medaile |
| Lukaš Helešic Jakub Podrazil                             | dvojka bez kormidelníka | 6:42,71   | 3 SA/B    | volný los | volný los | nekoná se   | nekoná se   | 6:32,85    | 6 FB       | 7:00,04 | 7                |
| Jiří Kopáč Jan Vetešník Ondřej Vetešník Miroslav Vraštil | čtyřka lehkých vah      | 6:39,95   | 5 Op      | 6:04,30   | 3 SA/B    | nekoná se   | nekoná se   | 6:33,43    | 6 FB       | 6:43,52 | 12               |

Ženy
| Sportovec                            | Disciplína | Rozjížďky | Rozjížďky | Opravy    | Opravy    | Čtvrtfinále | Čtvrtfinále | Semifinále | Semifinále | Finále       | Finále       |
| Sportovec                            | Disciplína | Čas       | Pořadí    | Čas       | Pořadí    | Čas         | Pořadí      | Čas        | Pořadí     | Čas          | Pořadí       |
| ------------------------------------ | ---------- | --------- | --------- | --------- | --------- | ----------- | ----------- | ---------- | ---------- | ------------ | ------------ |
| Miroslava Knapková                   | skif       | 8:28,90   | 2 QF      | volný los | volný los | 7:37,04     | 2 SA/B      | 7:47,53    | 7          | nepostoupila | nepostoupila |
| Lenka Antošová Kristýna Fleissnerová | dvojskif   | 7:35,85   | 4 Op      | 7:03,68   | 3 SA/B    | nekoná se   | nekoná se   | 7:03,79    | 6 FB       | 7:43,77      | 10           |

Vysvětlivky: FA=Finále A (o medaile); FB=Finále B (o umístění); FC=Finále C (o umístění); FD=Finále D (o umístění); FE=Finále E (o umístění); FF=Final F (o umístění); SA/B=Semifinále A/B; SC/D=Semifinále C/D; SE/F=Semifinále E/F; QF=Čtvrtfinále; Op=Opravy

## Volejbal

### Plážový volejbal
Česká dvojice se kvalifikovala přímo díky umístění mezi prvními dvěma páry na Kontinentálním poháru FIVB 2016 v ruském Soči. Místo získala účastnice londýnské olympiády Markéta Sluková s novou partnerkou Barborou Hermannovou.
| Sportovec                          | Disciplína           | Základní skupina | Pořadí | Osmifinále      | Čtvrtfinále     | Semifinále      | Finále / Zápas o 3. místo | Finále / Zápas o 3. místo |
| Sportovec                          | Disciplína           | Soupeř Výsledek | Pořadí | Soupeř Výsledek | Soupeř Výsledek | Soupeř Výsledek | Soupeř Výsledek           | Pořadí                    |
| ---------------------------------- | -------------------- | --- | ------ | --------------- | --------------- | --------------- | ------------------------- | ------------------------- |
| Barbora Hermannová Markéta Sluková | plážový volejbal žen | Skupina B · Bednarczuk – Seixas (BRA) · 21:19, 17:21, 11:15 · Baquerizo – Fernándezová (ESP) · 15:21, 19:21 · Gallay – Klug (ARG) · 13:21, 21:19, 15:8 · kvalifikace · Birlova – Ukolova (RUS) · 19:21, 21:12, 10:15 | 3      | nepostoupily    | nepostoupily    | nepostoupily    | nepostoupily              | nepostoupily              |

## Vzpírání
Česká republika získala jedno účastnické místo na základě umístění mezi nejlepšími sedmi národy na Mistrovství Evropy 2016. Účastnické místo musí být obsazeno do 20. června 2016.
| Sportovec  | Disciplína      | Trh      | Trh    | Nadhoz   | Nadhoz | Součet | Pořadí |
| Sportovec  | Disciplína      | Výsledek | Pořadí | Výsledek | Pořadí | Součet | Pořadí |
| ---------- | --------------- | -------- | ------ | -------- | ------ | ------ | ------ |
| Jiří Orság | muži nad 105 kg | 185      | 14     | 240      | 6      | 425    | 8      |

## Zápas
Jedno účastnické místo, které původně obsadila Brazílie, bylo České republice přiděleno jako první náhradnické zemi, která dosud neměla kvalifikovaného sportovce. Toto místo bylo přiděleno v kategorii volného stylu do 63 kg podle výsledků z Mistrovství světa 2015.
Ženy - volný styl
| Sportovec         | Disciplína | Kvalifikace     | Osmifinále            | Čtvrtfinále     | Semifinále      | Oprava 1        | Oprava 2        | Finále / Zápas o 3. místo | Finále / Zápas o 3. místo |
| Sportovec         | Disciplína | Soupeř Výsledek | Soupeř Výsledek       | Soupeř Výsledek | Soupeř Výsledek | Soupeř Výsledek | Soupeř Výsledek | Soupeř Výsledek           | Pořadí                    |
| ----------------- | ---------- | --------------- | --------------------- | --------------- | --------------- | --------------- | --------------- | ------------------------- | ------------------------- |
| Adéla Hanzlíčková | do 63 kg   | volný los       | Johansson (SWE) · 0:4 | nepostoupila    | nepostoupila    | nepostoupila    | nepostoupila    | nepostoupila              | 20                        |